# 広島市立安東小学校
広島市立安東小学校（ひろしましりつ やすひがししょうがっこう）は、広島県広島市安佐南区安東一丁目にある公立小学校。

## 概要
安佐南区安東を学区とする小学校で、権現山へと続く尾根を切り開いた高台に位置する。この辺りでは昭和40年代から大規模な団地造成が行われたことから人口が急増し、本校はそれに伴う児童の増加から広島市立安小学校から最初に分離開校した学校である。開校後もアストラムラインや県道38号線の開通により人口の増加があったが、現在は徐々に落ち着きつつある。
周囲には安田女子大学をはじめ、幼稚園や保育園、中学校、高等学校といった数多くの教育施設があり、付近の保育園との交流を進めている。

## 沿革
- 1975年（昭和50年） - 広島市立安小学校から分離開校
- 1980年（昭和55年） - 毘沙門台小学校へ学区児童の分離

## 学区
- 広島市安佐南区
  - 大町東四丁目（一部）
  - 相田一丁目～同二丁目、同四丁目（一部）
  - 相田町（一部）
  - 毘沙門台四丁目（一部）
  - 安東一丁目～同七丁目
  - 上安一丁目（一部）
  - 上安町（一部）

上記地域はすみれが丘団地、弘億団地、グリーンハイツにあたる。出典は次の通り。

## 進路
卒業生は基本的に広島市立安佐中学校に進学する。

## 周辺
- 安田女子大学
- 広島県立安古市高等学校
- 広島市立安佐中学校
- 広島市立安東幼稚園